# ماتياس رويدا
ماتياس رويدا (بالإسبانية: Matías Rueda)‏ مواليد 15 أبريل 1988 في تانديل، بوينس آيرس، الأرجنتين، هو ملاكم محترف أرجنتيني يصنف ضمن فئة وزن خفيف الوسط.

## المسيرة الاحترافية
من نزالاته:
- انتصر على دانيال بريزويلا بالضربة الفنية القاضية (05-11-2016).
- خسر أمام أوسكار فالديز بالضربة الفنية القاضية (23-07-2016).

## إحصائيات
خاض خلال مسيرته 28 نزالا، فاز في 27 ولم يتعادل وخسر في 1. فاز بالضربة القاضية في 24 نزالا.

## روابط خارجية
- ماتياس رويدا على موقع بوكس ريك (الإنجليزية) (registration required)